# Кабаташ (Бейоглу)
41°02′03″ пн. ш. 28°59′32″ сх. д. / 41.03416667° пн. ш. 28.99222222° сх. д.

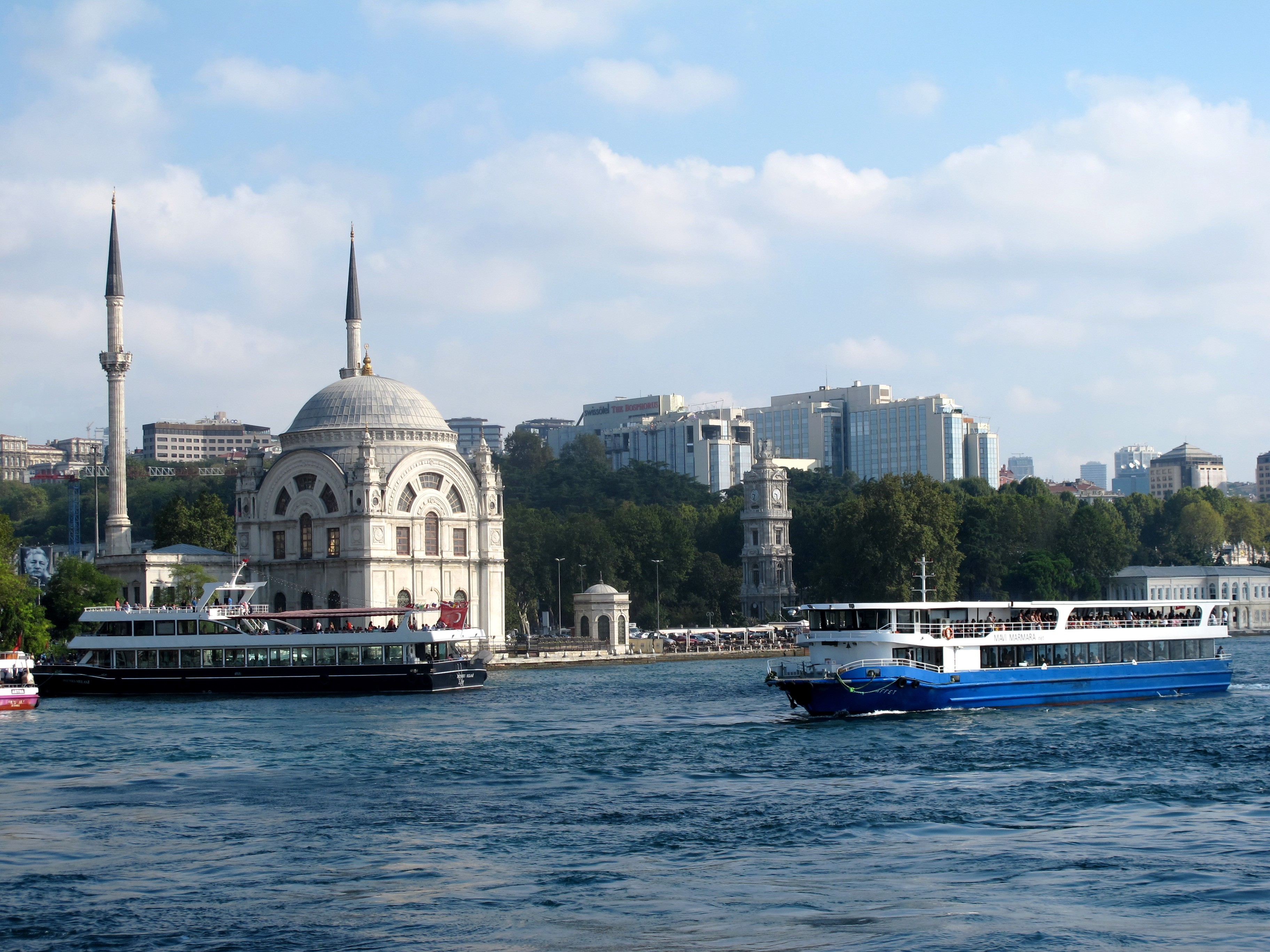
Вид Кабаташе, Долмабахче мечеть.

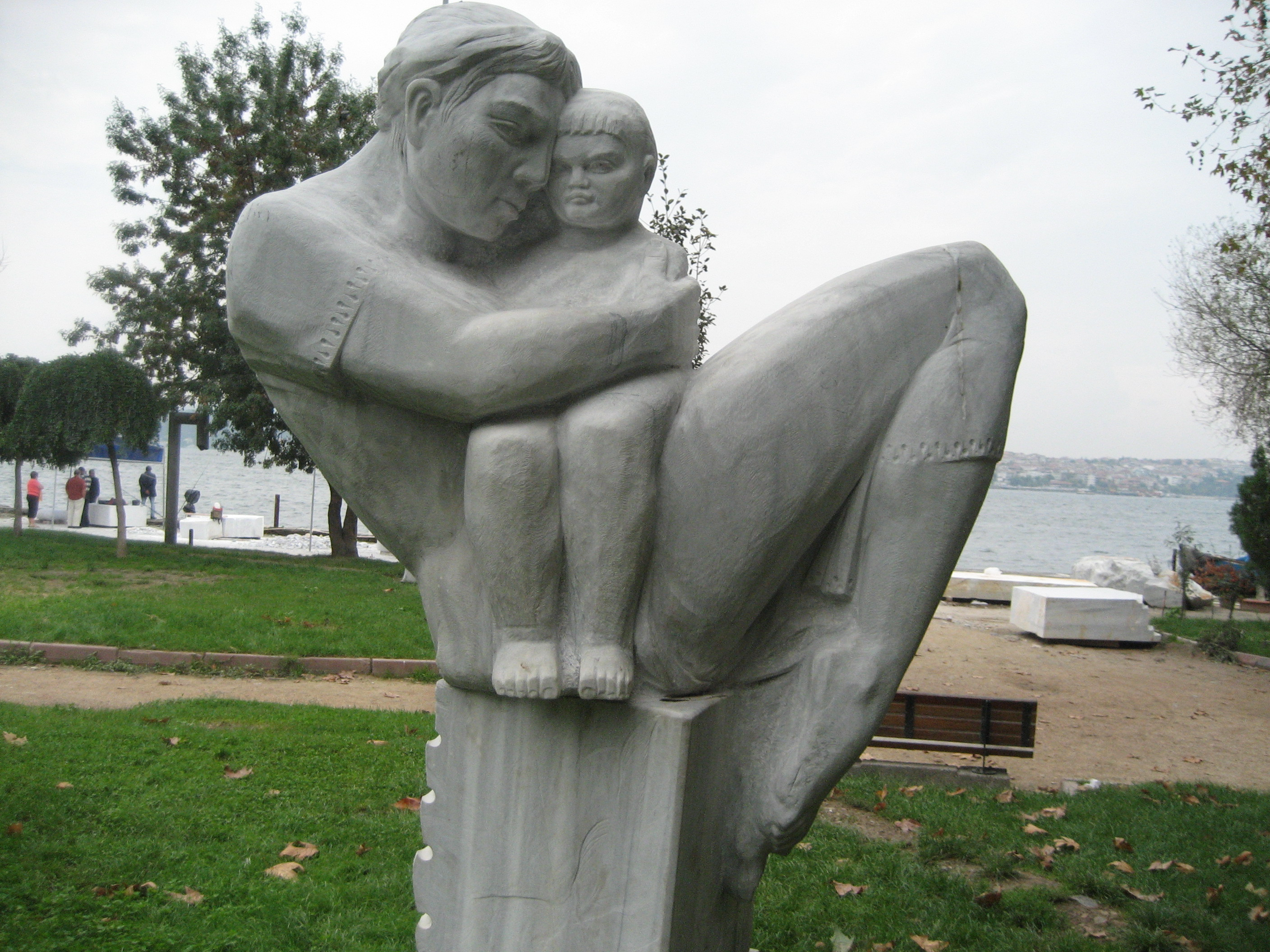
Вид на Парк Fındıklı в Кабаташе

Кабаташ (тур. Kabataş) - квартал муніципалітету Бейоглу в Стамбулі, Туреччина. Він розташований на європейському березі Босфору, між Бешикташ і Каракьой. Громадський транспорт включає фунікулер до площі Таксим, Т1 трамвайної лінії і пороми.
Кабаташ, як і весь округ в цілому, носить яскравий відбиток європейського впливу. Стародавня назва району - Айантіон. Нинішнє виникло після вибуху порохового складу в XV столітті і дослівно означає «грубий камінь».

## Історичні та визначні місця
Стадіон Іненю футбольного клубу Бешикташа знаходяться в Кабаташі.
На набережній можна помилуватися білокамінним архітектурним ансамблем Долмабахче, в який входить мечеть і палац. Розташовані вони на кордоні з округом Бешикташ. Будувалися в XIX столітті. Мечеть Долмабахче відрізняється багатим оздобленням і дещо нетрадиційним для Туреччини поєднанням бароко і ампіру в архітектурі.

## Зовнішні посилання
- Фотографії Кабаташу [Архівовано 21 вересня 2020 у Wayback Machine.]
- Детальна карта Кабаташу